# Khỉ xồm cao nguyên
Khỉ Kipunji (Danh pháp khoa học: Rungwecebus kipunji) hay còn được gọi là khỉ xồm cao nguyên là một loài khỉ Cựu thế giới trong tông Papionini sống trong các khu rừng vùng cao của Tanzania. Khỉ Kipunji có một âm thanh tiếng kêu duy nhất và đặc biệt, được mô tả như là một "tiếng kêu của vỏ cây", mà phân biệt nó với những họ hàng của mình, khỉ mặt xanh xám-đen má và khỉ Lophocebus đen. Mặc dù ban đầu nó được cho là một thành viên của chi Lophocebus nhưng chính những dữ liệu di truyền sau đó đặt nó như là chi riêng biệt của riêng mình là chi Rungwecebus.

## Phát hiện
Các con khỉ Kipunji lần đầu tiên mới được phát hiện kể từ khỉ đầm lầy Allen vào năm 1923. Kipunji được phát hiện một cách độc lập bởi các nhà nghiên cứu từ Hiệp hội bảo tồn động vật hoang dã và bảo tồn quốc tế thuộc Đại học Georgia trong tháng 12 năm 2003 và tháng 7 năm 2004, khiến nó trở thành loài khỉ châu Phi mới phát hiện đầu tiên kể từ khi vào năm 1984. Nguyên giao cho các chi Lophocebus, các thí nghiệm di truyền và hình thái học cho thấy rằng nó có liên quan chặt chẽ hơn đối với khỉ đầu chó (chi khỉ đầu chó) so với khỉ mặt xanh khác trong chi Lophocebus, và rằng Lophocebus có nghĩa là loài với phả hệ khác nhau có được nhầm gộp lại với nhau. Các nhà khoa học đã gán nó cho một loài mới, Rungwecebus, đặt theo tên núi Rungwe, nơi nó được tìm thấy lần đầu tiên.

## Đặc điểm
Các con khỉ Kipunji đực trưởng thành đã được quan sát thấy với một chiều dài trung bình từ 85 đến 90 cm và được ước tính nặng khoảng 10–16 kg. Bộ lông thú tương đối dài của khỉ Kipunji là có màu sáng hoặc màu nâu trung bình với màu trắng ở phần cuối của đuôi. Bộ lông thú gần với bàn tay và bàn chân có xu hướng là màu nâu sẫm. Tứ chi và mặt đều là màu đen. Những động vật linh trưởng không xuất hiện để hiển thị bất kỳ lưỡng hình tình dục liên quan đến màu bộ lông thú. Một tính năng, kết hợp với màu sắc bộ lông thú của chúng đã giúp tách khỉ Kipunji từ Cercocebus và Lophocebus của anh em của chúng chúng chính là đỉnh rộng của tóc trên đỉnh đầu. 

## Phân bố
Khoảng 1.100 động vật sống ở vùng cao khu bảo tồn rừng Ndundulu, một khu rừng tiếp giáp với dãy núi thuộc Vườn quốc gia Udzungwa, và trong một số trảng với 250 dặm trên núi Rungwe và trong Vườn quốc gia Kitulo, mà là liền kề với nó. Rừng ở Rungwe rất xuống cấp, và phân mảnh của rừng còn lại đe dọa sẽ chia dân số thành ba quần thể nhỏ hơn. Rừng Ndundulu là trong hình dạng tốt hơn, nhưng dân số có nhỏ hơn.

## Bảo tồn
Các con khỉ kipunji được phân loại như là một loài cực kỳ nguy cấp của IUCN. Năm 2008, một nhóm nghiên cứu Hiệp hội Bảo tồn động vật hoang dã cho thấy phạm vi của con khỉ được giới hạn chỉ là 6,82 dặm vuông (17,69 km vuông) rừng ở hai khu vực bị cô lập, rừng Ndundulu và rừng Rungwe-Livingstone. Rừng Ndundulu là nhỏ hơn của hai và đã được tìm thấy để hỗ trợ một số dân của 75 cá thể, dao động từ 15 đến 25 cá thể cho mỗi nhóm. Rừng Rungwe-Livingstone đang bị nghi ngờ chứa 1.042 cá nhân trong Rungwe-Kitulo, dao động 25-39 cá thể cho mỗi nhóm. Tất cả các lĩnh vực mà các con kipunji được tìm thấy được coi là khu vực được bảo vệ, nhưng không có các hoạt động quản lý hiện hành.
Một số yếu tố góp phần vào sự suy giảm dự kiến của các loài, bao gồm cả các loài ăn thịt, phá hủy môi trường sống, và săn bắn. Các kipunji chỉ có hai kẻ săn mồi được biết đến là đại bàng Stephanoaetus coronatus và báo hoa mai (Panthera pardus). Các mối đe dọa lớn nhất đối với các loài đến từ các hoạt động của con người. Chặt rừng lấy gỗ và sản xuất than củi là những mối đe dọa nổi bật nhất, nhưng người dân địa phương cũng được biết đến để săn các kipunji do thói quen phá hủy của mình hoặc đơn giản như là một nguồn thực phẩm bổ sung. Mất môi trường sống tiếp tục được dự đoán sẽ gây ra một sự mất mát của Hành lang Bujingijila liên kết hai dân trong các khu rừng núi Rungwe và Livingstone.